# Taraxacum maricum
Taraxacum maricum — вид квіткових рослин з родини айстрових (Asteraceae). Вид зростає в Європі: Австрія, Чехія, Німеччина, Угорщина, Польща; це багаторічна рослина помірних біомів.

## Опис
Листки вузькоеліптичні або зворотноланцетні в обрисі, зазвичай 7–15(20) см завдовжки, 2,0–3,5(5,0) см завширшки, сіро-зелені. Кінцева частка внутрішніх листків подовжена, широко трикутна, шоломчаста, з проксимальним краєм злегка сигмоподібним або прямим, цілокраїм, а дистальним краєм сигмовидним і дуже цілокраїм. Бічні частки зазвичай по 3–5 з кожного боку, зазвичай протилежні або майже протилежні, зовнішні листки трикутні, дистальні краї прямі або опуклі, цілі або рідко з тонкими зубцями, проксимальні краї прямі; Бічні частки проміжних і внутрішніх листків зазвичай від трикутної до вузькотрикутної форми, гострі, з дистальними краями, злегка сигмоподібними або опуклими, зазвичай дуже цілісні або рідко зубчасті, але у зразків з дуже відкритими листками вони чітко зубчасті, з проксимальними краями прямими або сигмовидними, рідше зубчастими. Черешок вузький, фіолетовий. Стеблина перевищує листя, у дорослому віці повністю фіолетова, на верхівці часто павутинна. Крайові язички плоскі, знизу прикрашені оливково-коричневою центральною стрічкою. Сім'янка багряно-коричнева, сухою бура.